# Dernberg
Der Dernberg ist ein ehemaliger Hausberg in der Gemeinde Nappersdorf-Kammersdorf im Bezirk Hollabrunn in Niederösterreich. Heute beherbergt er Trockenrasen von nationaler Bedeutung.

## Geographie und Geologie
Der ehemalige Hausberg liegt zwischen den Ortschaften Nappersdorf, Haslach, Aschendorf/Hart und Oberstinkenbrunn in einer intensiv ackerbaulich genützten Landschaft. Während das Gelände im Norden des nord-südlich streichenden Hügelrückens flach verläuft, fällt es im Westen und Süden rund 26 Meter und im Osten 12 bis 18 Meter ab. Westlich des Dernbergs entspringt ein zeitweise Wasser führender Bach, der nach Norden verläuft. Die Böden des Dernbergs bestehen aus Löss und Quarzschotter.

## Beschreibung des Bauwerks
Das in Nord-Süd-Richtung ausgerichtete Objekt besitzt Gesamtausmaße von rund 180 × 140 Meter. Das Erdwerk besteht im Zentrum aus einem gewaltigen Kernwerk in Form eines rund 8 bis 9 Meter hohen Pyramidenstumpfs, welcher auf einem teilweise umwallten, trapezförmigen Sockel aufsitzt. Die Deckfläche des Pyramidenstumpfs hat eine annähernd dreieckige, mit der Spitze nach Süden ausgerichtete Form. Die nördliche Seite des Dreiecks ist rund 20 Meter lang, die Höhe des Dreiecks beträgt rund 46 Meter. Die Flanken des Pyramidenstumpfs fallen steil nach allen Seiten ab. Aufgrund der Gleichmäßigkeit der Abhänge liegt es nahe an eine künstliche Überformung bzw. Versteilung zu denken. Im Norden, wo das Gelände flach verläuft und daher Angriffe am aussichtsreichsten waren, wurde das Bauwerk stark umwallt und die Reste davon sind noch gut sichtbar. Der Schildwall wurde durch einen mächtigen Halsgraben vom Kernwerk abgetrennt und mit einer breiten, nach außen abschüssigen Krone versehen. Außerhalb ist eine 16 Meter breite Berme vorgelagert, die durch eine rund 3 Meter hohe Böschung abgeschlossen wird. Nach Westen und Osten ging der Schildwall in einen Randwall über, der das Bauwerk wohl allseitig umschloss. Im Nordosten deuten die Geländeformen auf ein Vorwerk hin und hier ist der ehemalige Zugang zur Feste zu vermuten. Im Süden ist die Terrasse vor dem Kernwerk deutlich breiter und bildet eine gering erhöhte Fläche von rund 40 Metern Durchmesser. Diese Fläche scheint als Standort für eine ehemalige Bebauung geeignet gewesen zu sein. Aufgrund seiner Größe und Höhe, des guten Erhaltungszustands, der siedlungsfernen Lage und der niedrigen Vegetationsdecke gehört das Bauwerk zu den bemerkenswertesten Anlagen ihrer Art im Bezirk.

## Natur
Aufgrund der steilen Gräben und Böschungen und der Trockenheit des aufragenden Erdwerkes konnte und kann der Dernberg nicht ackerbaulich genützt werden. Auf den höher gelegenen, früher durch Nutztiere des Menschen beweideten Flächen konnte sich deshalb ein naturschutzfachlich wertvoller Furchenschwingel-Pfriemengras-Trockenrasen ausbilden. Dieser beherbergt unter anderem die Arten Österreich-Tragant (Astragalus austriacus), Ruthenien-Kugeldistel (Echinops ritro subsp. ruthenticus), Christusaugen-Alant (Inula oculus-christi) und Goldschopf (Galatella linosyris). Zum Teil sind die Rasen durch Kaninchenbauten lückig und teilweise bildet die Wehrlos-Trespe (Bromus inermis) dichte Bestände. Kleinflächig sind auch Fieder-Zwenken-Halbtrockenrasen mit Weiden-Alant (Inula salicina) ausgebildet. Im unteren Bereich der ehemaligen Wehranlage besteht ein dichtes Schlehdorn-Weißdorn-Rosen-Gebüsch. Das Objekt ist durch Dünger- und Pestizid-Einwehungen aus den umliegenden Intensivbewirtschaftungen gefährdet.
Teile des Dernbergs befinden sich im Besitz des Naturschutzbund Niederösterreich. Es werden jährlich Pflegeeinsätze mit ehrenamtlichen Helfern veranstaltet, um das Störungsregime durch Mahd und Entbuschung aufrechtzuerhalten und die Trockenrasenflächen offen zu halten und ein Zuwachsen mit Gehölzen zu verhindern. Nach Aufgabe der Beweidung nach dem Zweiten Weltkrieg zwischenzeitlich bereits verbuschte Flächen sollen zudem wieder geöffnet werden.

## Geschichte
Dernberg wurde im Jahr 1208 urkundlich erwähnt, als Hadmar von Kuenring die „villa Ternberc“ dem Stift Zwettl schenkte. Im Jahre 1285 tritt ein „Witig von Ternberch“ in einer Seefelder Urkunde in Erscheinung. Es wird vermutet, dass diese Adelsfamilie ihren Sitz in einer Hofstelle in der dem Hausberg benachbarten Flur „Trenau“ hatte. 1311 wird das Stift Zwettl als Besitzer mehrerer Häuser in Dernberg genannt. Nachdem der Hausberg seine Funktion verloren hatte und aufgegeben worden war, bezog sich der Name Dernberg auf die Siedlung unmittelbar westlich des Hausberges, die im Jahre 1457 als bewohnt beurkundet wurde. Um 1590 befanden sich in der Siedlung noch 12 Häuser die erst im 17. Jahrhundert nach Haslach abgesiedelt wurden.
Im Gebiet des ehemaligen Wirtschaftsareal 150 Meter östlich des Hausbergs konnte von Kurt Bors eine ins 13. bis 16. Jahrhundert datierte Scherbenstreuung aufgefunden werden. Am Hausberg selbst konnte Bors nur Oberflächenfunde des 13. Jahrhunderts aufsammeln und ging daher von einer Verlagerung der Sitzfunktion im Spätmittelalter vom Hausberg auf die östlich gelegene Siedlung aus. Vermutlich war die Anhöhe bereits in der Urzeit besiedelt und Kleinfunde aus der Umgebung datieren in die Bronze- und Hallstattzeit. Am Dernberg wurden auch Funde aus dem 9./10. Jahrhundert geborgen.

## Sagen
Die Feste war noch lange Zeit in der mündlichen Überlieferung lebendig. Diese weiß zu berichten, dass die Burg zwei wohltätigen Fräulein gehört habe und eine steinerne Stiege durch die Geländemulde zum benachbarten Dorf geführt habe. Feste und Dorf sollen versunken sein und bis vor nicht allzu langer Zeit wurde in Haugsdorf regelmäßig eine Stiftsmesse für die versunkenen Dernberger gelesen. Am Abend soll die Gegend um den Dernberg nicht geheuer sein: eine gespenstische Kutsche fährt durch das Tal und späte Wanderer werden in die Irre geleitet. Pflückt man von einem beim Hausberg befindlichen Kirschbaum Früchte, so irrt man längere Zeit herum und findet Zuhause angekommen nur Kerne in der Tasche. Von einem „weißen Männlein“ wird berichtet sowie von einem Licht, das sich in der Christnacht zeigt. Dann stehe der Berg offen und man könne die darin enthaltenen Schätze heben. In Kleinweikersdorf wurde schlimmen Kindern früher mit dem „Körbelweibel“ gedroht, das die Kinder in den Dernberg mitnehmen werde.

## Bilder

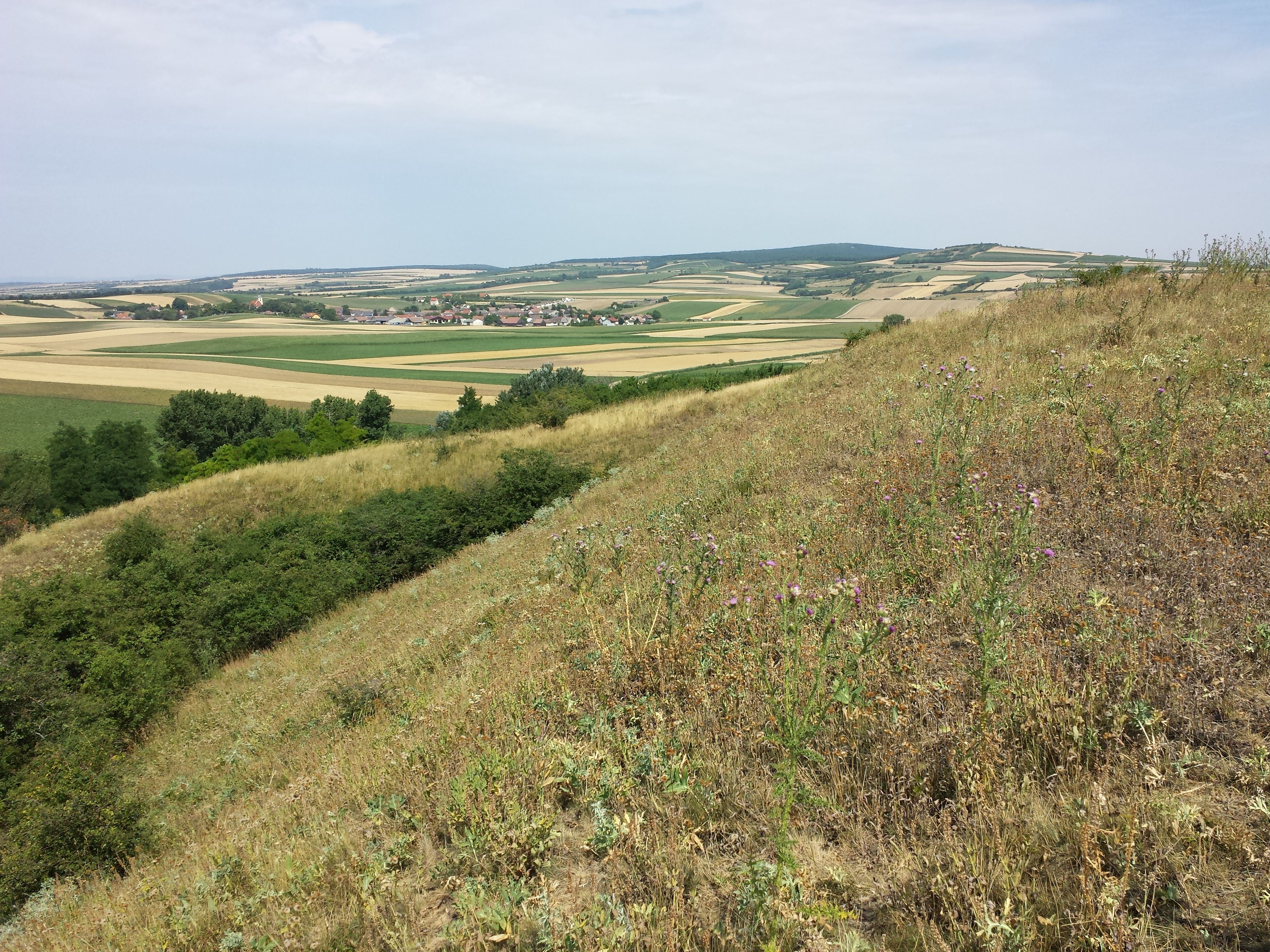
Blick vom Kernwerk Richtung Norden nach Oberstinkenbrunn und dem Galgenberg.
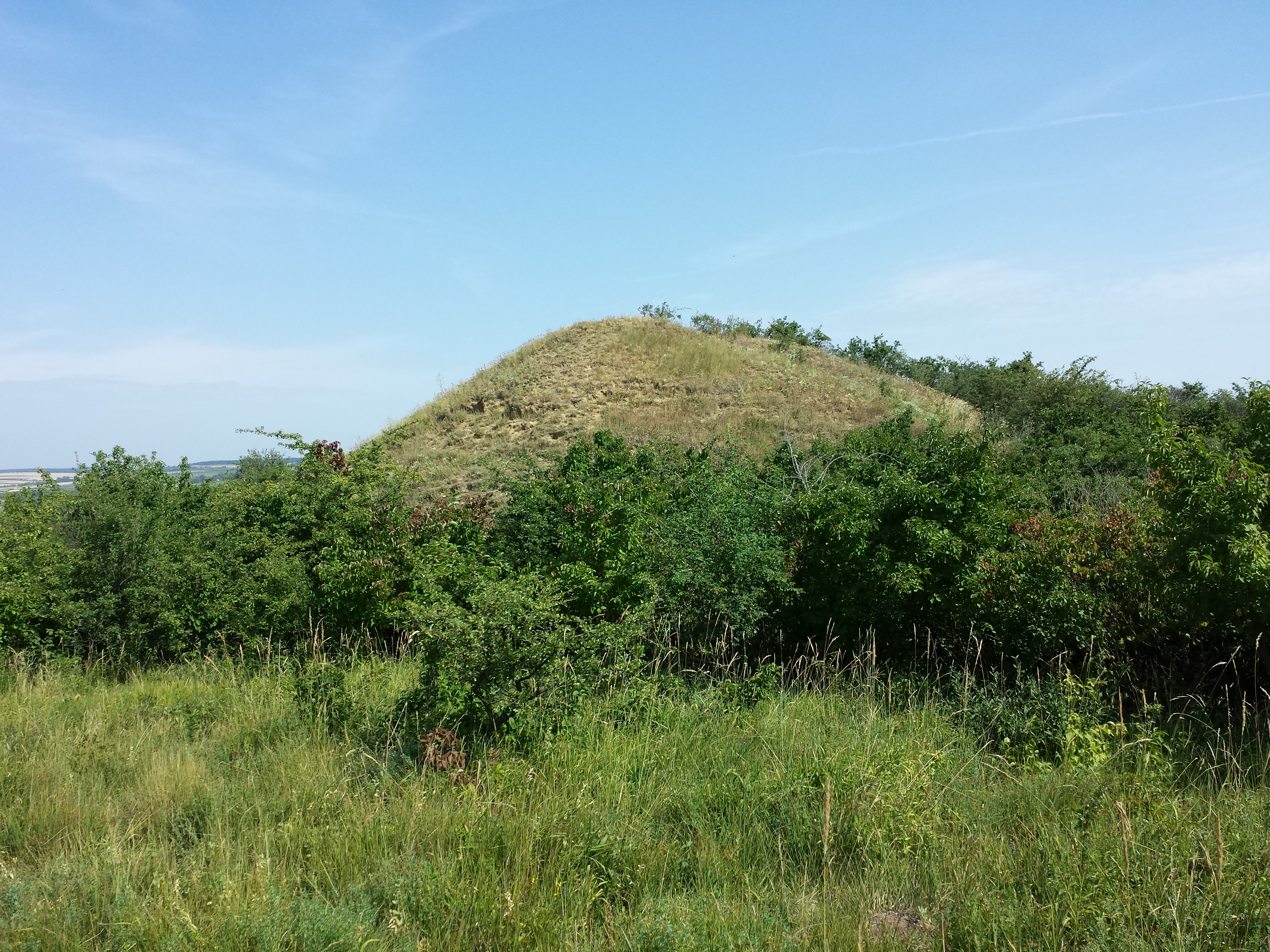
Die Erdpyramide des Kernwerks von der südlichen Terrasse aus gesehen.
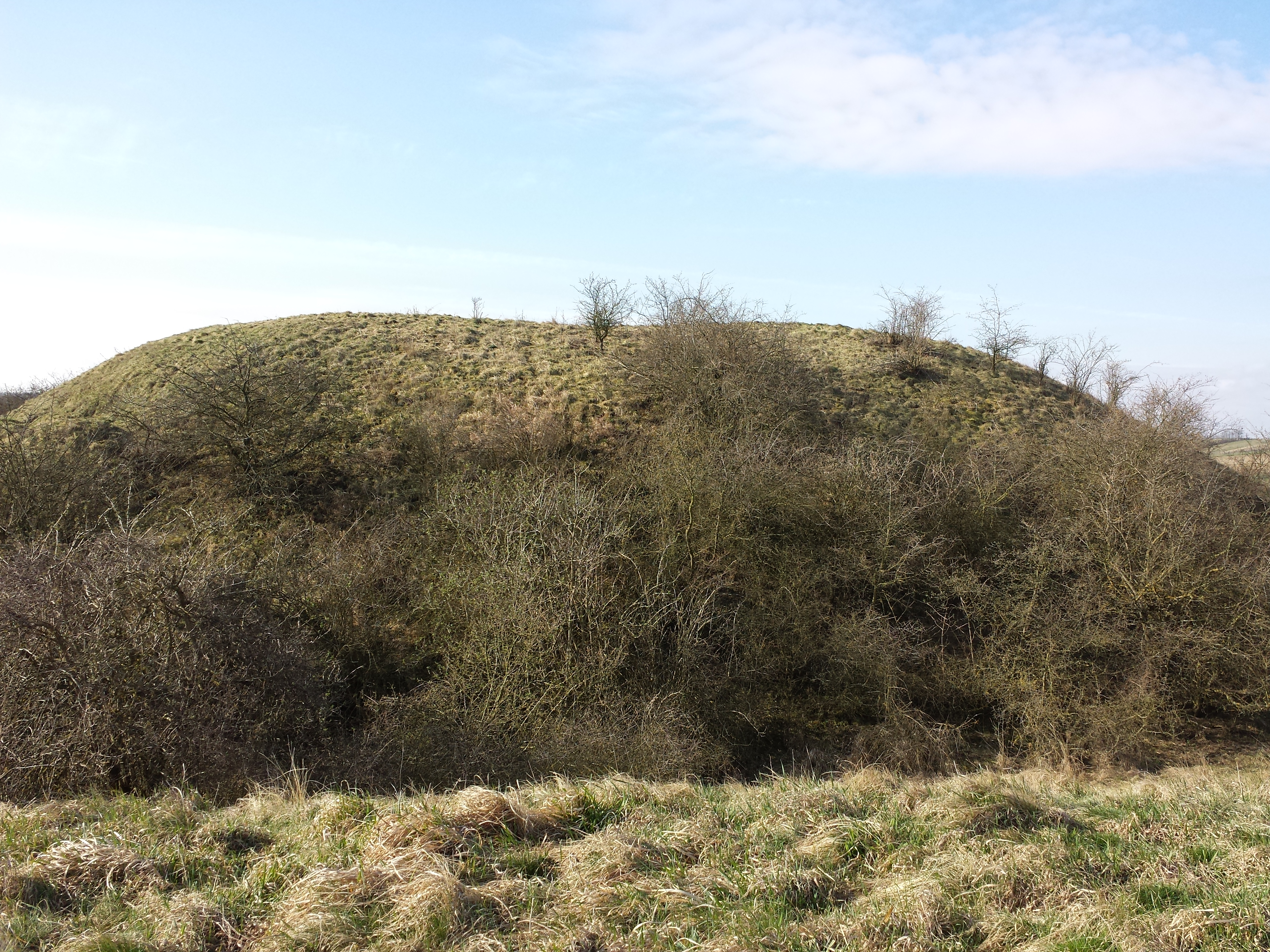
Die Erdpyramide vom Schildwall von Norden aus gesehen.
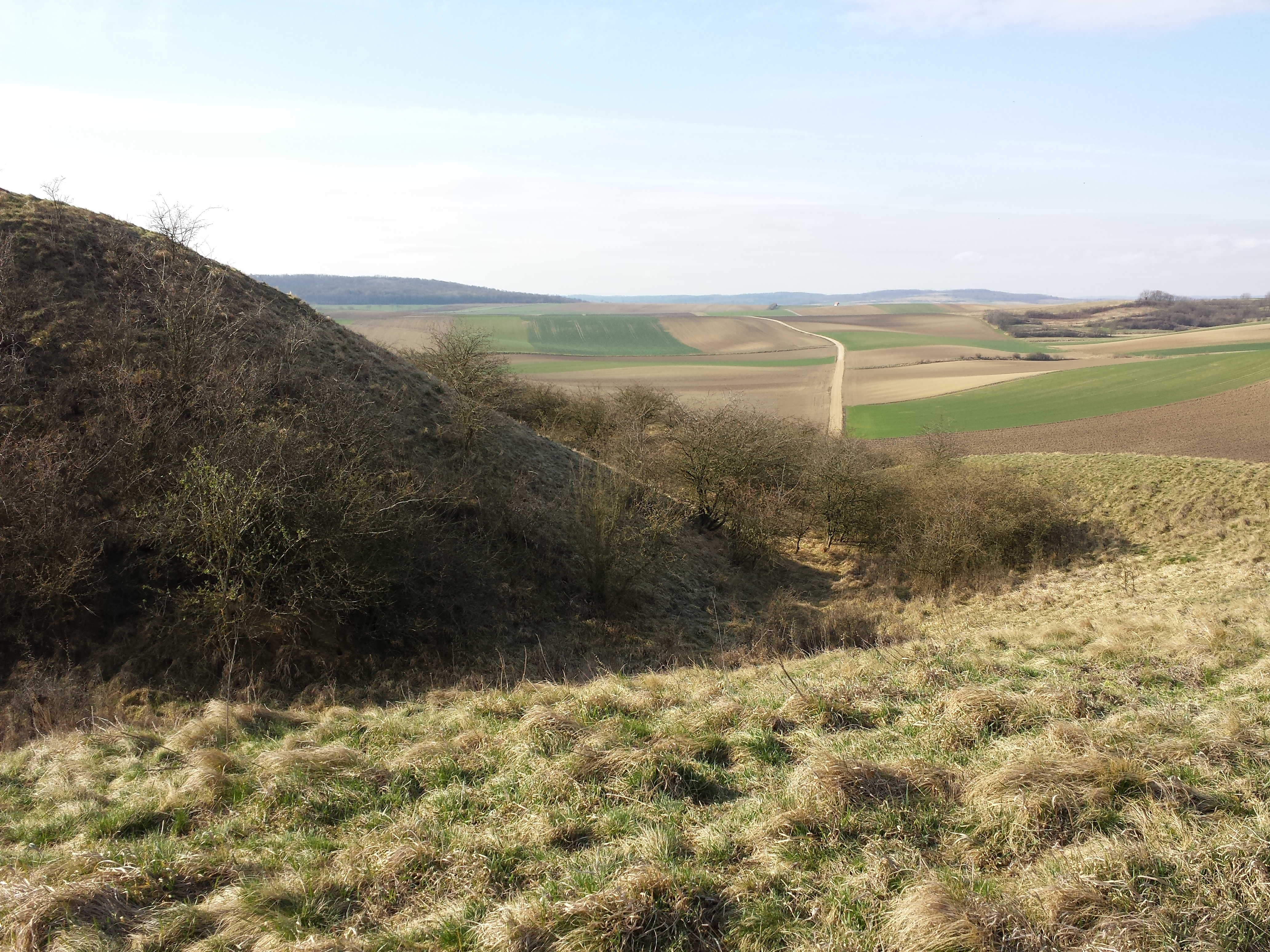
Blick auf den Halsgraben im Norden.
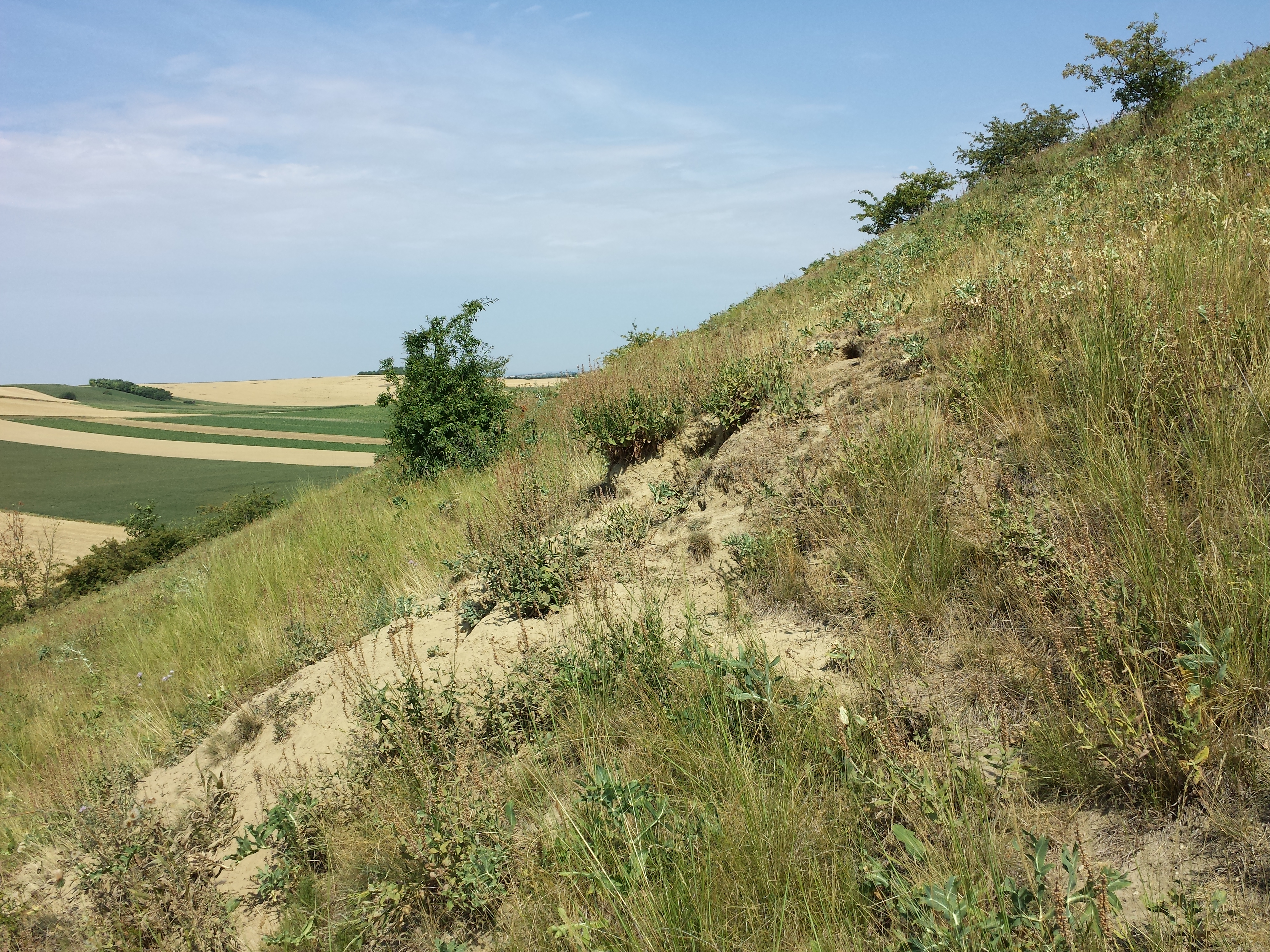
Lückiger Trockenrasen auf der Böschung der südlichen Terrasse.
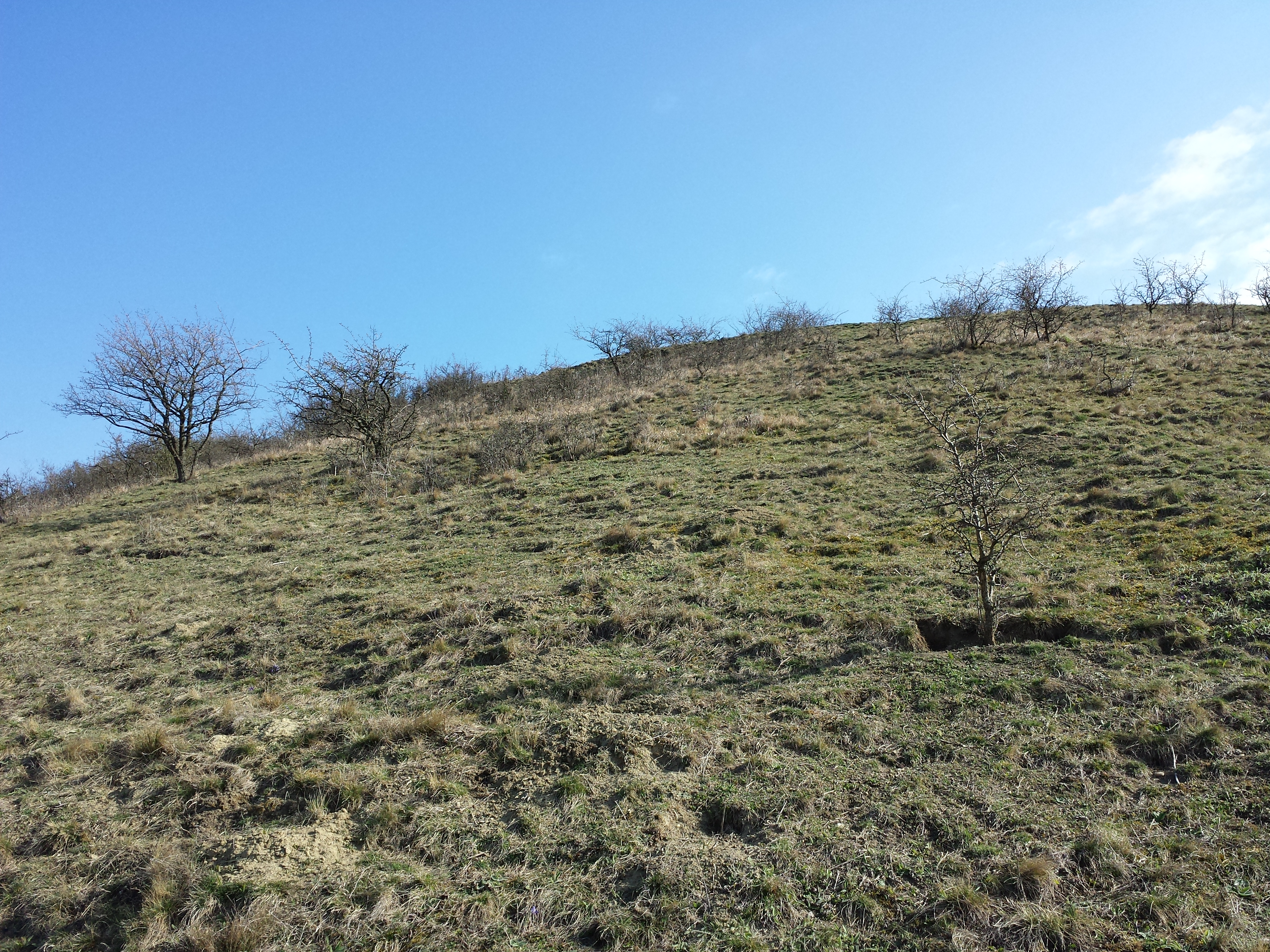
Lösssteppe am Südhang.
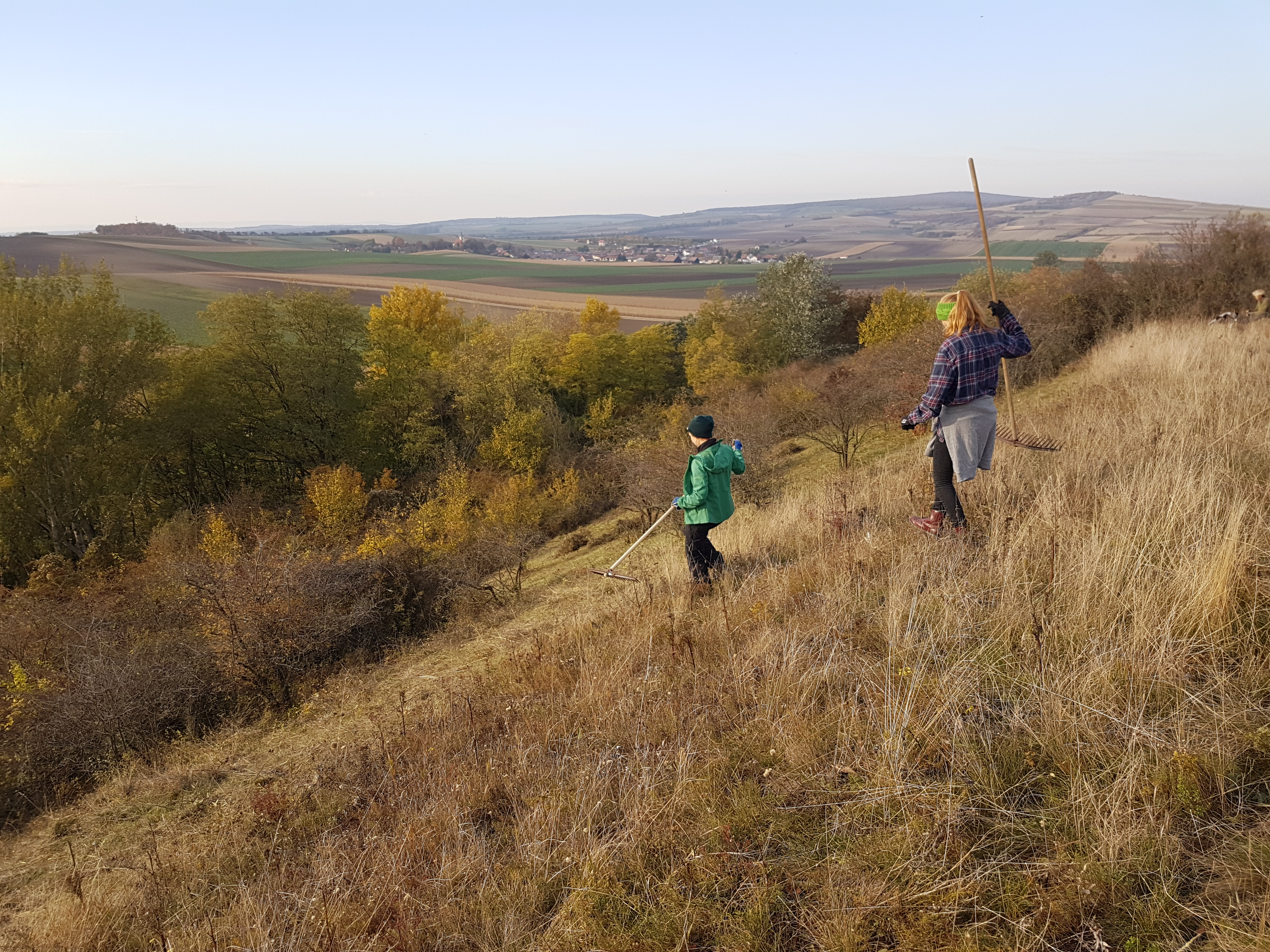
Pflegemaßnahmen des Naturschutzbund NÖ zur Erhaltung der Trockenrasen.
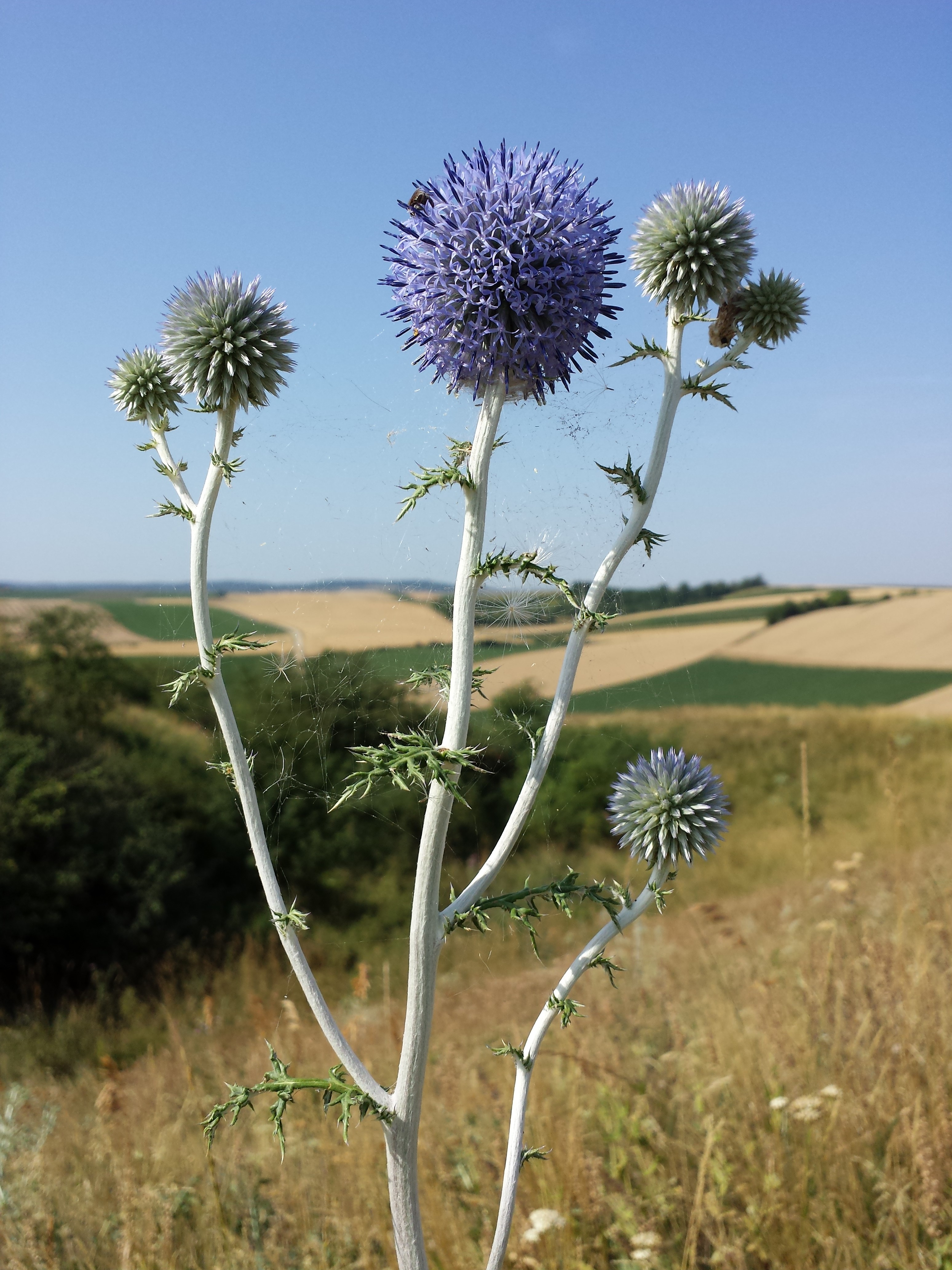
Die Ruthenien-Kugeldistel (Echinops ritro subsp. ruthenicus) tritt im Pannonikum in Österreich nur selten auf und gilt als gefährdet.
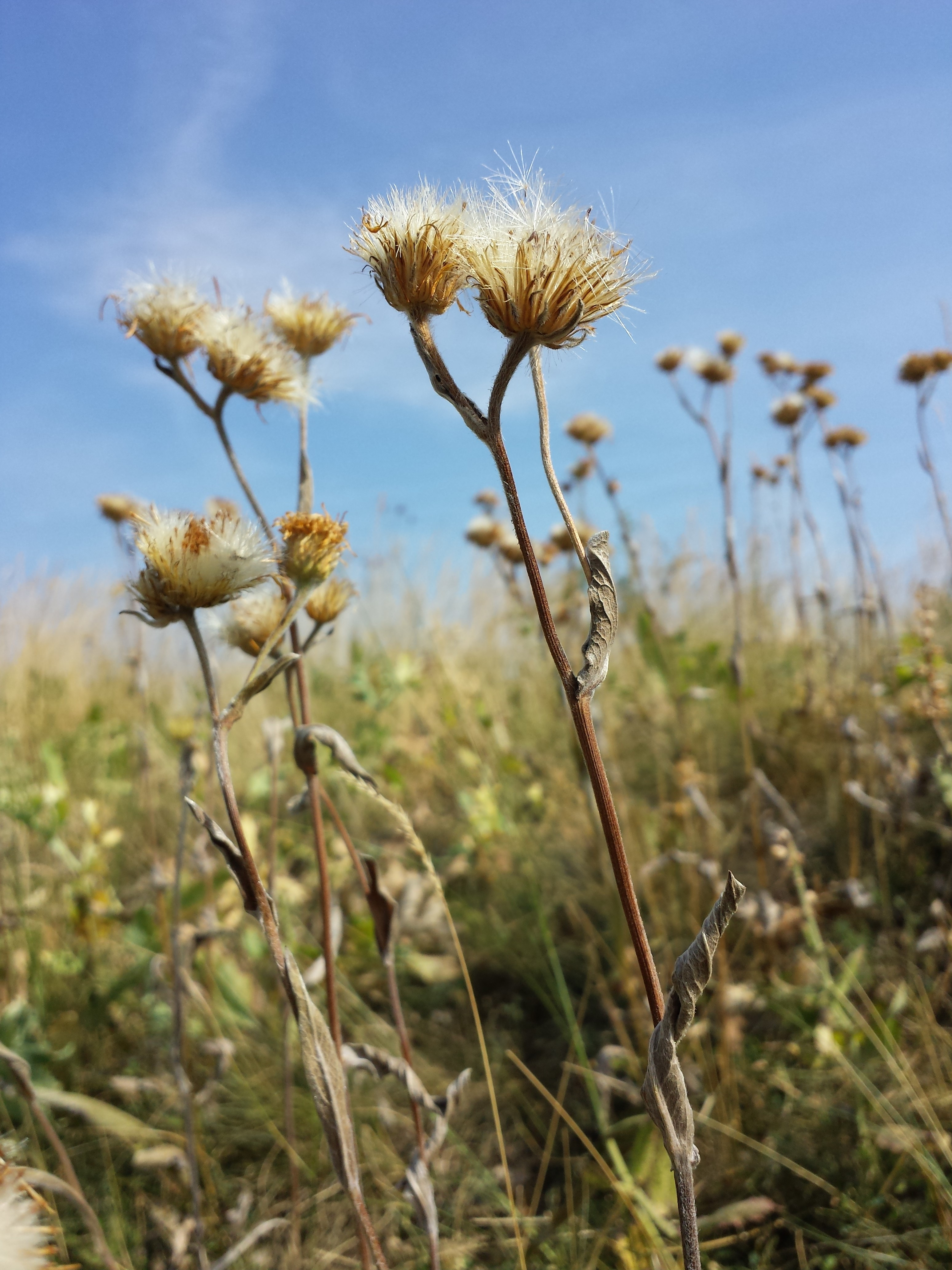
Der gefährdete Christusaugen-Alant (Inula oculus-christi), hier abgeblüht, tritt in Ostösterreich zerstreut bis selten auf.
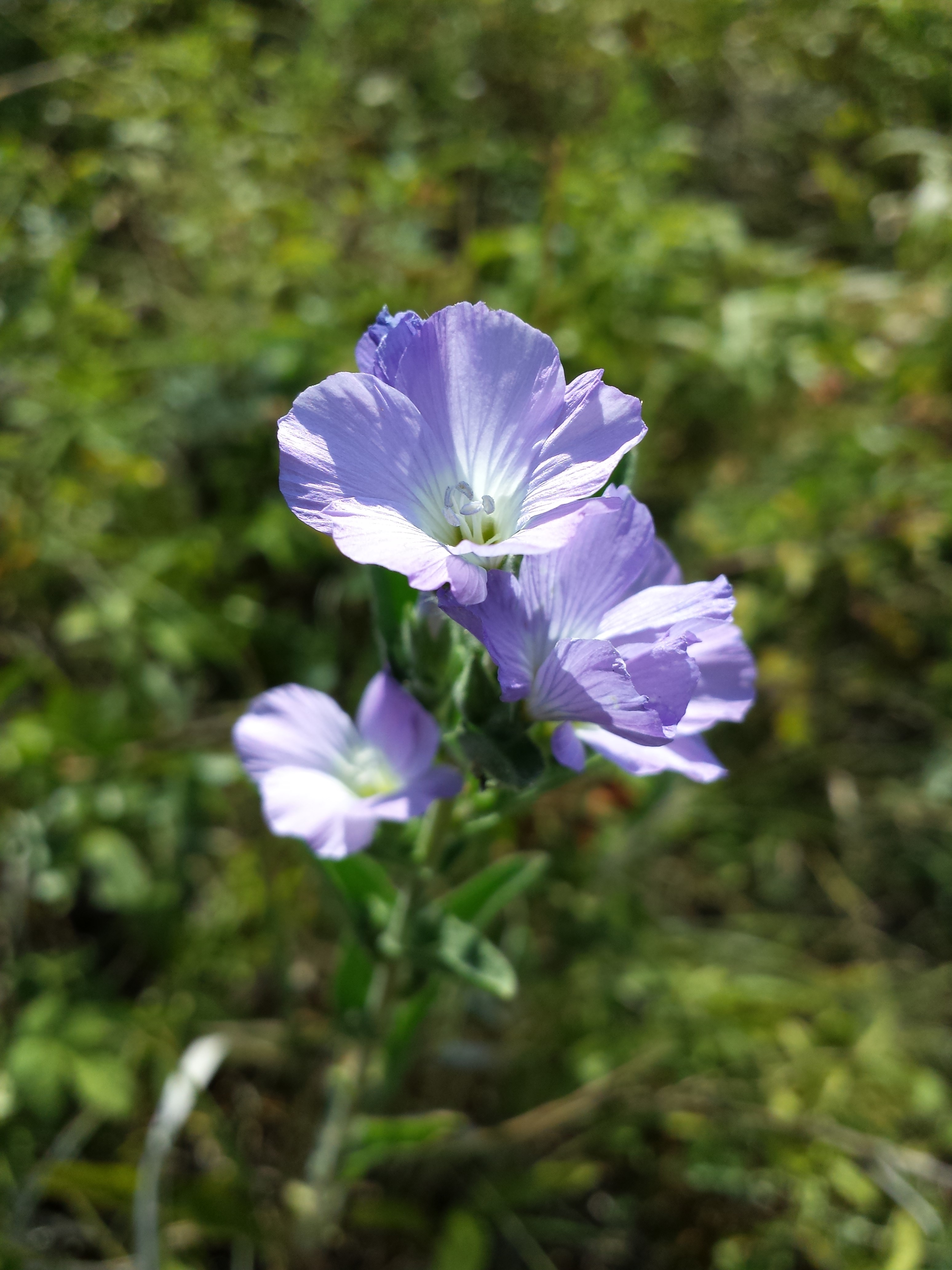
Der seltene Zottel-Lein (Linum hirsutum) braucht offene Lössböden zum Keimen und gilt als stark gefährdet.
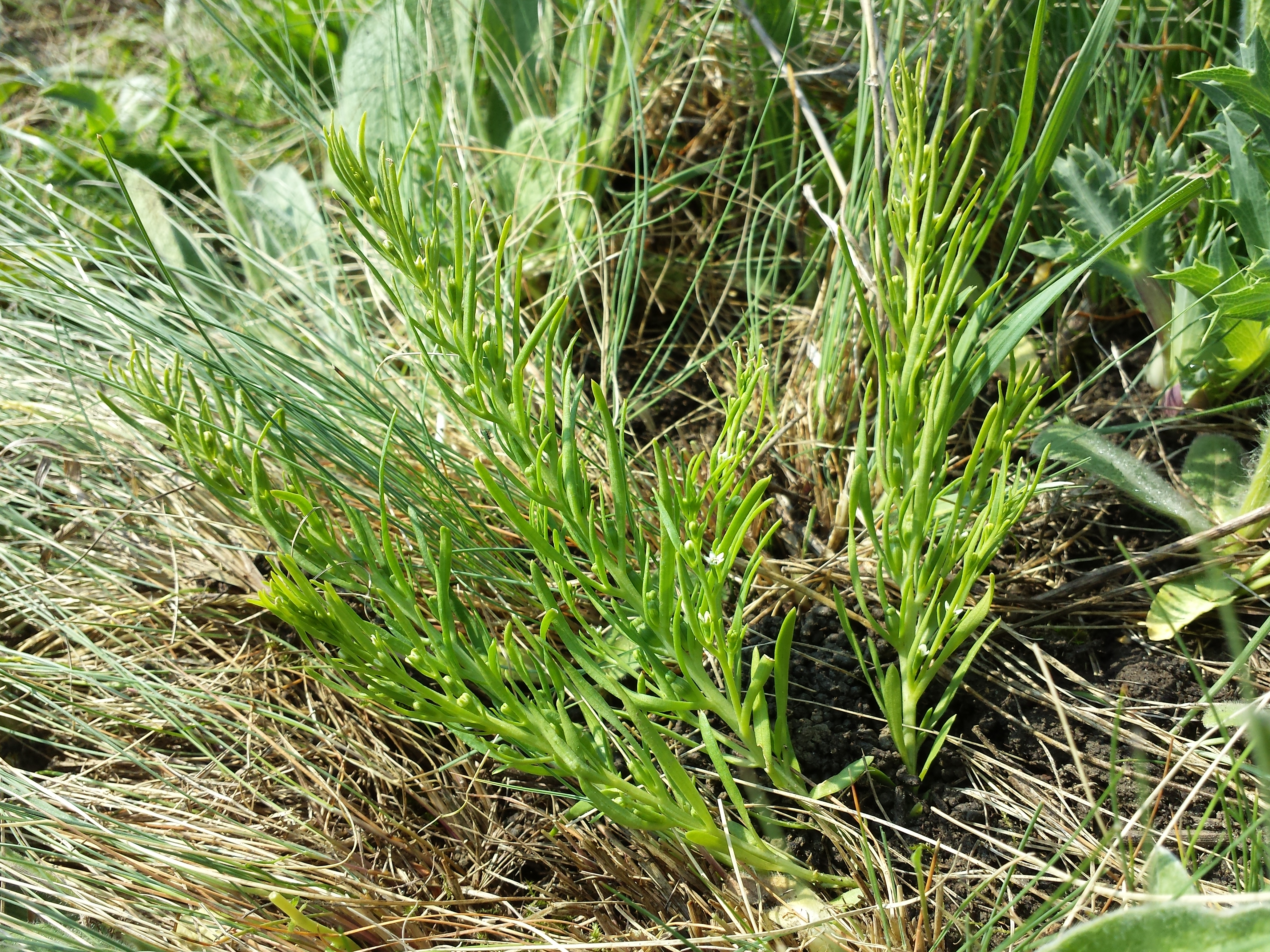
Das seltene und stark gefährdete Dolliner-Leinblatt (Thesium dollineri) tritt in Österreich nur im Pannonikum auf.
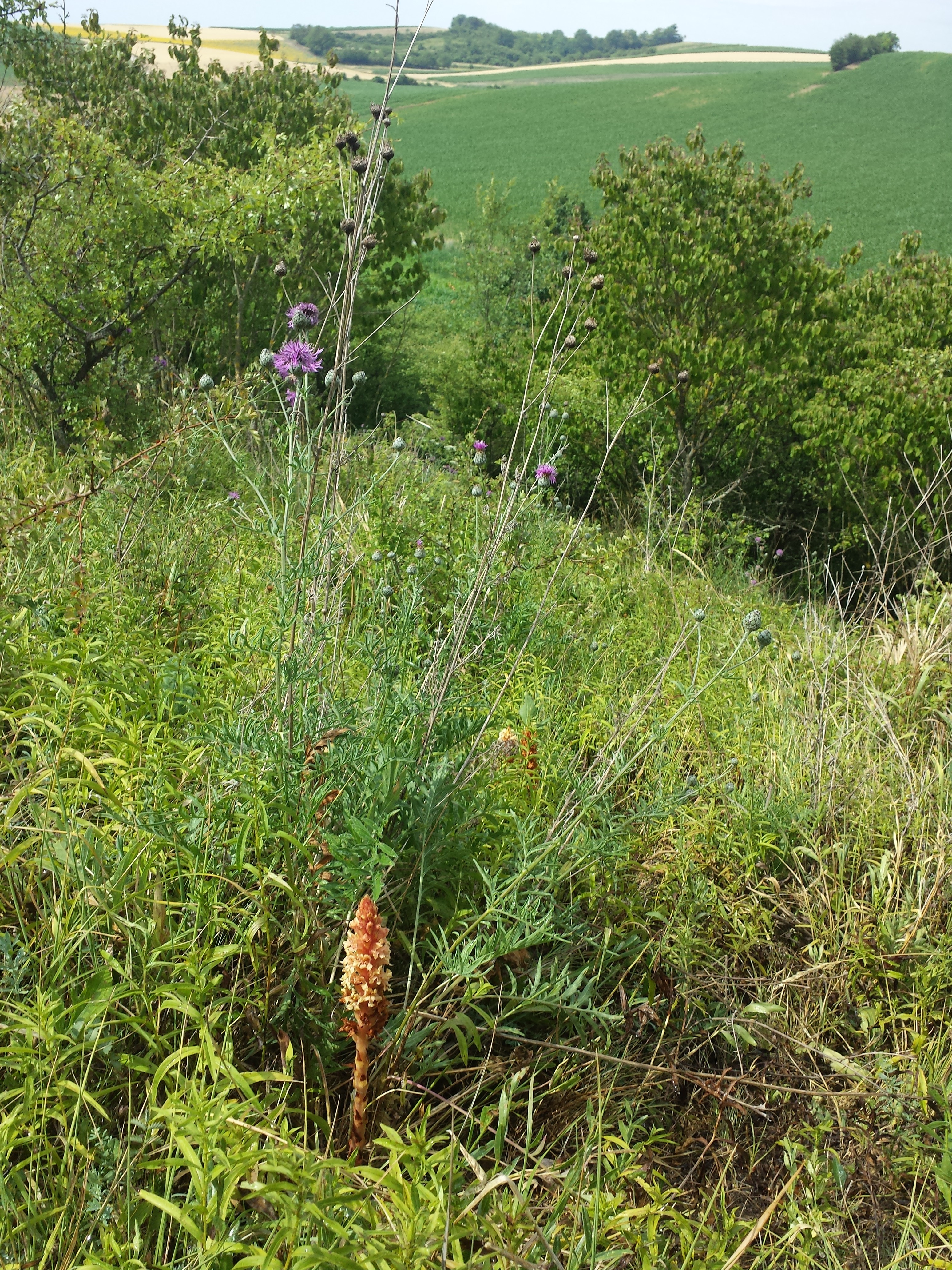
Die Flockenblumen-Sommerwurz (Orobanche centaurina) parasitiert auf der Skabiosen-Flockenblume (Centaurea scabiosa).
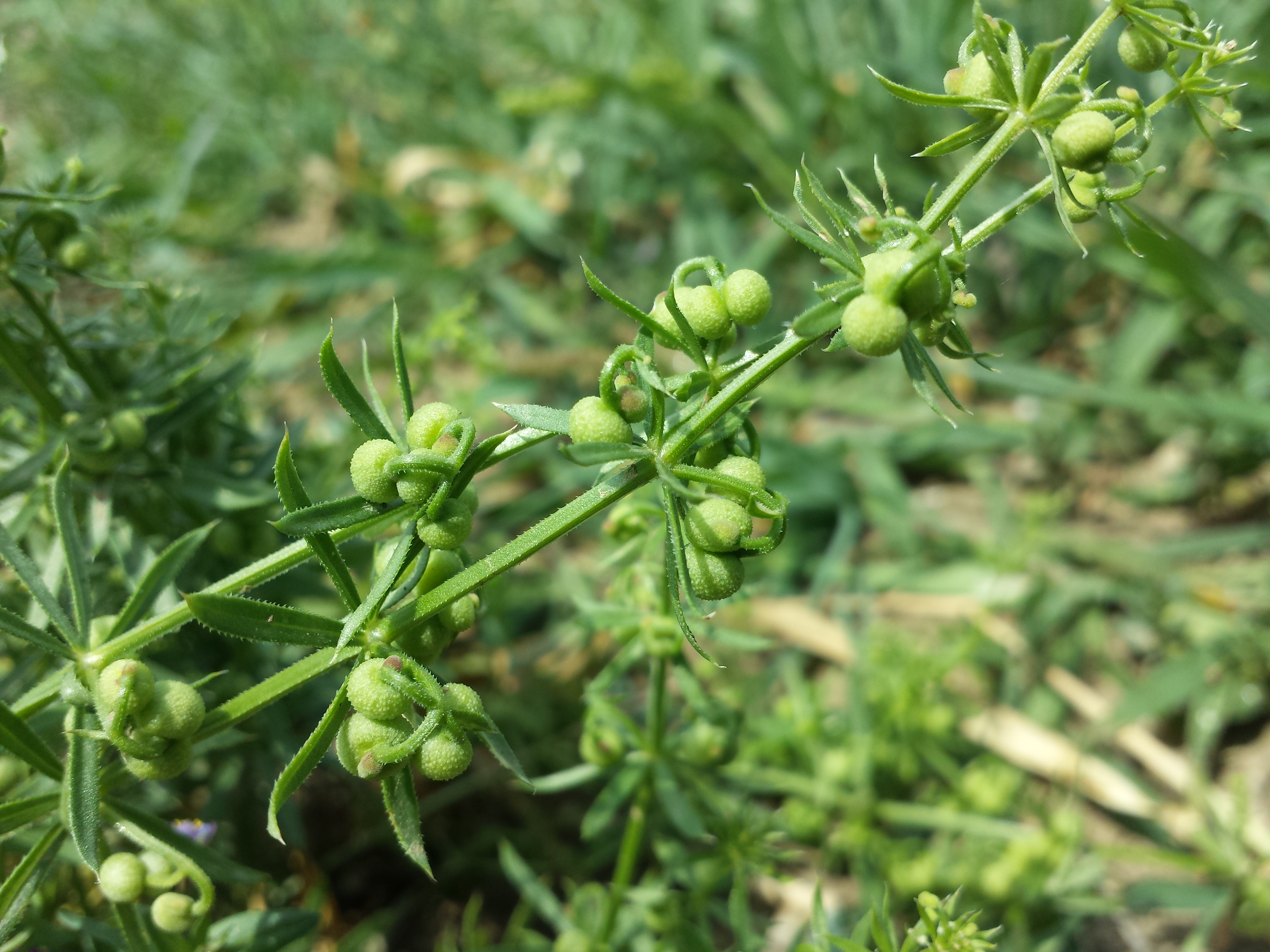
Die Äcker in der Umgebung beheimaten seltene Segetalarten wie das vom Aussterben bedrohte Dreihörnige Labkraut (Galium tricornutum).